# Hjortsberga med Kvenneberga församling
Hjortsberga med Kvenneberga församling var en församling i Allbo kontrakt i Växjö stift och i Alvesta kommun i Kronobergs län. Sedan 1 januari 2010 är församlingen en del av Alvesta församling. Församlingskyrka var Hjortsberga kyrka.

## Administrativ historik
Församlingen bildades 1957 när Hjortsberga församling inkorporerade Kvenneberga församling. Åren 1957–1961 hette församlingen Hjortsberga och Kvenneberga församling, och utgjorde ett eget pastorat tills 1962 då den blev en del av Alvesta pastorat.
Församlingskod var 076404.